# Timo Penttilä

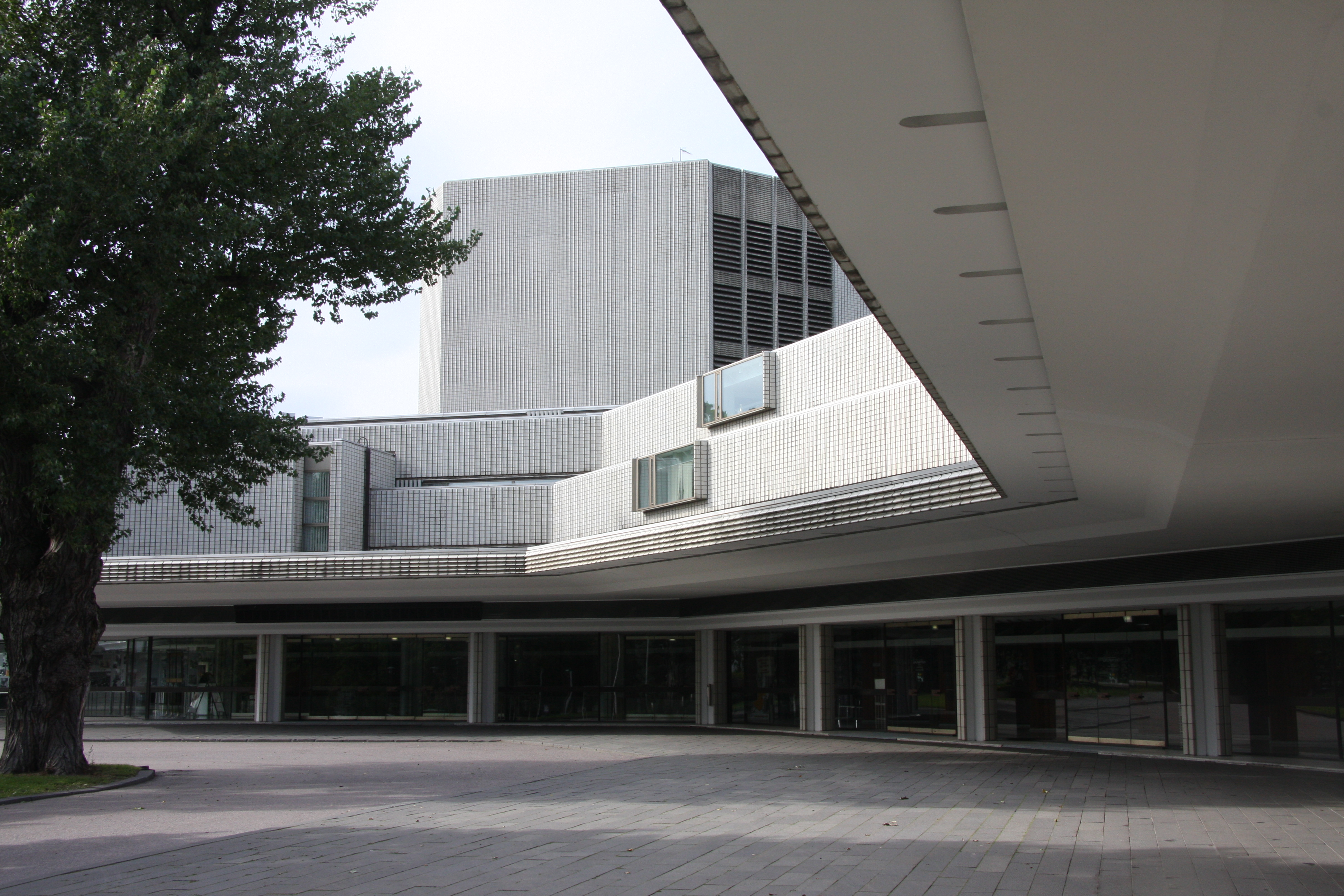
Stadttheater in Helsinki

Timo Jussi Penttilä (* 16. März 1931 in Teisko in Tampere; † 25. Februar 2011 in Helsinki) war ein finnischer Architekt und Stadtplaner.

## Leben
Timo Penttilä studierte von 1950 bis 1956 Architektur an der Technischen Universität in Helsinki. Von 1959 bis 1996 hatte er zusammen mit Heikki Saarela und Kari Lind ein eigenes Büro und entwarf u. a. des Stadttheater in Helsinki.
Er unterrichtete ab 1959 an der Technischen Universität in Helsinki und hatte 1968/69 eine Gastprofessor an der University of California in Berkeley inne. Er war von 1976 bis 1980 Präsident des Finnischen Architekturmuseums. 1978 wurde er Mitglied der Finnischen Akademie für technische Wissenschaften.
Penttilä erhielt 1980 einen Ruf an die Akademie der bildenden Künste in Wien und übernahm die Meisterklasse von Roland Rainer. 1998 wurde er emeritiert.
1969 wurde er auf der São Paulo Biennale ausgezeichnet. 1976 erhielt er den Staatspreis der Republik Finnland.

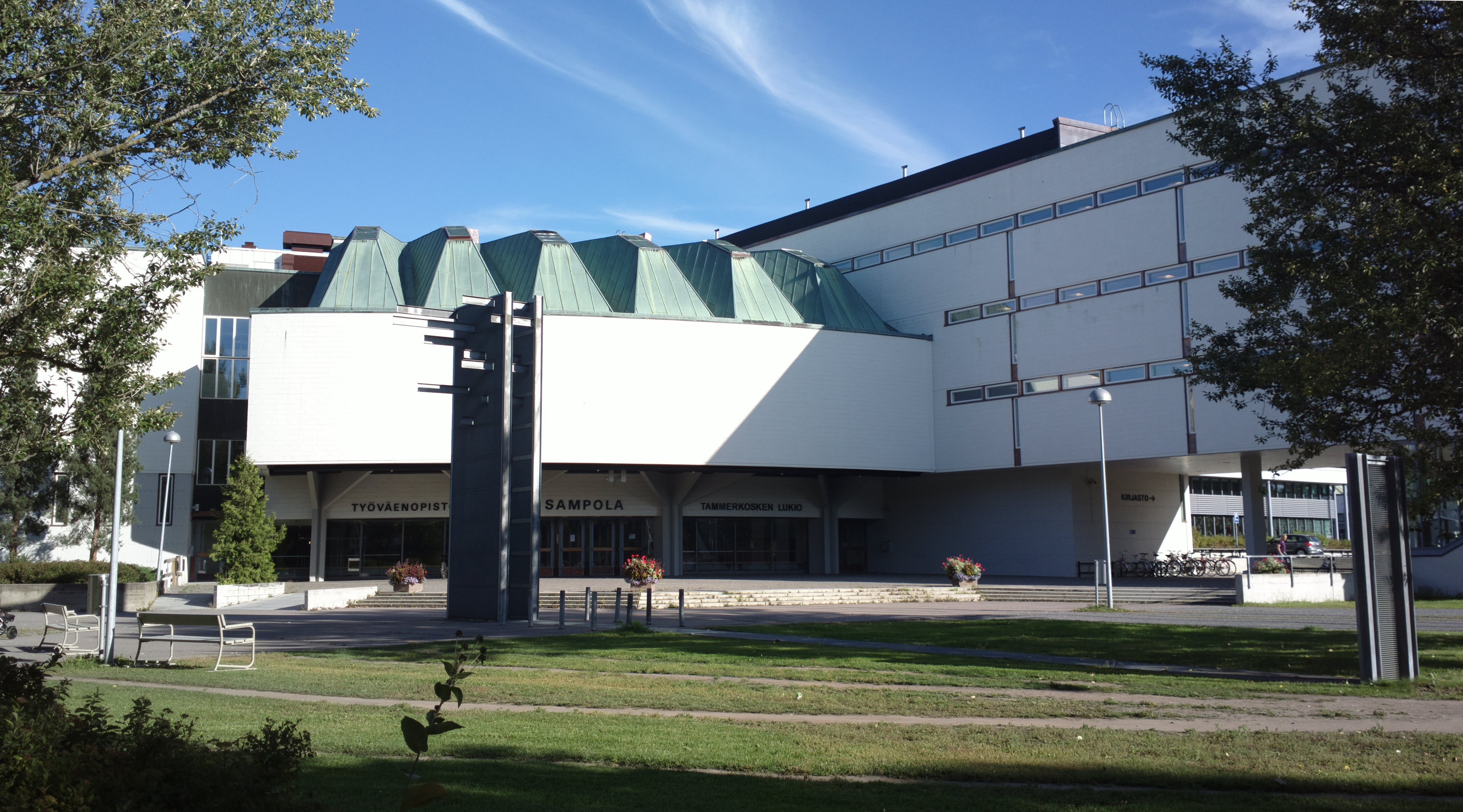
Sampola Volkshochschule in Tampere

## Bauten
- Sampola Volkshochschule in Tampere (1959–62)
- Stadttheater in Helsinki (Helsingin Kaupunginteatteri) (1964–67)
- Ratina-Stadion in Tampere (1966)
- Hanasari-Kraftwerk in Helsinki (1976)
- Hauptsitz der Firma DOM in Brühl (1980)
- Salmisaari-B-Kraftwerk in Helsinki (1984)
- Der Bruno-Marek-Hof, ein kommunaler Wohnbau in Wien, Gumpendorfer Straße 40–44 (1986–1988)